# Veltrusy
Veltrusy − miasto w Czechach, w kraju środkowoczeskim.
Według danych z 1 stycznia 2023 powierzchnia miasta wynosiła 801 ha, a liczba jego mieszkańców 2 293 osób.

## Demografia
| Rok             | 1970  | 1980  | 1991  | 2001  | 2003  |
| --------------- | ----- | ----- | ----- | ----- | ----- |
| Liczba ludności | 2 012 | 1 675 | 1 502 | 1 560 | 1 632 |

Źródło: Czeski Urząd Statystyczny